# NGC 5222-1
NGC 5222-1 este o liner situată în constelația Fecioara. A fost descoperită în 12 aprilie 1784 de către William Herschel. Se află la o distanță de 102,9 megaparseci de Pământ.